# 비토르 호케
비토르 우구 호키 페헤이라 (Vitor Hugo Roque Ferreira, 2005년 2월 28일 ~ )는 브라질의 축구 선수이며, 스페인 라리가의 레알 베티스에서 공격수로 뛰고 있다.
2023년 7월 12일, 스페인 클럽 FC 바르셀로나로의 이적이 발표되었고 2024년 1월에 합류했다.
그리고 바르셀로나로 입단한 후 레알 베티스로 영구적 이적 조건인 임대로 임대을 갔다. 간후에 브라질 리그로 뛰고 현재
4경기 1골을 기록중이다